# 馬爾博羅-布倫海姆酒店
馬爾博羅-布倫海姆酒店（英語：Marlborough-Blenheim Hotel）是一座位於新澤西州大西洋城的度假酒店，建於1902年至1906年，1978年10月被拆除。

## 流行文化
該酒店在1972年鮑伯·拉費森的電影《馬文花圍之王》中顯著出現，主演是積·尼高遜、布魯斯·鄧恩和艾倫·鮑絲汀。
在加利·馬素的電影《莫負當年情》中，年輕的Hillary Whitney和她的家人一起住在該酒店，她在那裡的花園庭院請年輕的C. C. Bloom飲巧克力蘇打。這個場景是在洛杉磯的大使酒店拍攝的。
在HBO電視劇《酒私風雲》中，虛構的努基·湯普森住在基於馬爾博羅-布倫海姆酒店的麗思卡爾頓酒店第8層，而不是真正的努基·強森所居住在大西洋城實際上的麗思卡爾頓酒店。布倫海姆酒店在整個電視劇中有被提及。